# Ходячие мертвецы: Выжившие
«Ходячие мертвецы: Выжившие» (англ. The Walking Dead: The Ones Who Live) — американский постапокалиптический мини-сериал, созданный Скоттом М. Гимплом и Данай Гурирой, спин-офф телесериала «Ходячие мертвецы». В центре повествования — персонажи франшизы Рик Граймс (Эндрю Линкольн) и Мишонн (Данай Гурира).
Премьера сериала состоялась 25 февраля 2024 года на телеканале AMC и стриминговом сервисе AMC+.

## В ролях

### Главные роли
- Эндрю Линкольн — Рик Граймс, бывший заместитель шерифа из округа Кинг (штат Джорджия) и бывший лидер поселения «Александрия», пропавший без вести в пятом эпизоде девятого сезона.
- Данай Гурира — Мишонн[англ.], женщина-воин с катаной, романтический партнёр Рика, отправившаяся на его поиски в тринадцатом эпизоде десятого сезона.
- Поллианна Макинтош[англ.] — Джадис Стокс / Энн[англ.], офицер «Войск гражданской республики» (Civic Republic Military), которая вместе с Риком улетела на вертолёте в пятом эпизоде девятого сезона. Её персонаж также появлялся во втором сезоне спин-оффа «Ходячие мертвецы: Мир за пределами».

### Роли второго плана
- Терри О’Куинн — генерал-майор Джонатан Бил[1]
- Лесли-Энн Брандт — Пэрл Торн[2]

### Гостевые роли
- Крейг Тейт — Дональд Окафор
- Фрэнки Киньонес — Эстебан Гарсия
- Мэттью Огаст Джефферс — Нэт[1]
- Кинг Бэч — Бейли
- Брида Вул — Эйден
- Эрин Андерсон — Элли
- Тесса Хоуп Словис — Клео Клифтон
- Джулиан Цихи — Бенджиро
- Сет Гиллиам — Гэбриел Стокc[англ.]
- Уилл Брилл — Далтон
- Бен Дики — Рэд
- Хан Ван Скивер — Тина
- Кейли Флеминг — Джудит Граймс, дочь Лори Граймс и Шейна Уолша, приёмная дочь Рика и Мишонн
- Энтони Азор — Рик «Эр-Джей» Граймс, сын Рика и Мишонн

## Эпизоды
| № | Название                          | Режиссёр            | Автор сценария                                                                    | Дата премьеры   | Зрители в США (млн) |
| --- | --------------------------------- | ------------------- | --------------------------------------------------------------------------------- | --------------- | ------------------- |
| 1 | «Никогда» «Years»                 | Берт и Берти        | Сюжет: Скотт М. Гимпл, Данай Гурира и Эндрю Линкольн Телесценарий: Скотт М. Гимпл | 25 февраля 2024 | 0,896               |
| Прошло пять лет после того, как Рик Граймс исчез, взорвав мост для спасения Александрии от толпы мертвецов. Всё это время он находится в подневольном положении деспотичной Гражданской Республики. Рик постоянно пытается сбежать и во время одного из побегов, пытаясь освободиться от оков, он отрубает себе левую руку, но его всё равно ловят. Тем не менее, его напористость и целеустремлённость не остаются незамеченными. Один из высокопоставленных военных, полковник Агафор, приближает Рика к себе. Ему тоже не нравится жестокость республики и он видит в Рике союзника, который поможет сместить военную верхушку. Один из лидеров военных, генерал-майор Бил, также присматривается к Рику, но уже со своими целями. Во время одного из вылетов вертолет, в котором находились Рик и Агафор, сбивают. Агафор гибнет, а Рику удаётся совершить аварийную посадку. На земле выживших членов экипажа добивает женщина в шлеме с самурайским мечом. Когда она собирается напасть на Рика, она снимает с него маску и, узнав его, тут же снимает с себя шлем. Женщиной оказывается Мишонн. |                                   |                     |                                                                                   |                 |                     |
| 2 | «Не уходи» «Gone»                 | Берт и Берти        | Нана Нквети и Чаннинг Пауэлл                                                      | 3 марта 2024    | 0,880               |
| После того, как Мишонн спасла Бейли и Эйден, она привела их в их сообщество, после чего продолжает поиски Рика. Так как сообщество не сильно печется о безопасности своих членов, Бейли, Эйден и карлик-пироманьяк Нат решают присоединиться к Мишонн в её поисках. Вскоре они видят вертолёт республики, который заметив их, сбрасывает на них начинённую хлором бомбу. Бейли и Эйден погибают, а Мишонн и Нат получают ожоги органов дыхания, из-за чего вынуждены оставаться на месте до выздоровления. Позже они продолжают путь и находят остатки одного из разорённых республикой сообществ. Здесь также сожжённые остатки людей, отчего Мишонн впадает в отчаяние. Вскоре они слышат приближение вертолёта. Нат, используя наскоро сделанную ракетную установку, сбивает вертолёт и тот совершает аварийную посадку. Одержимая жаждой мести за своих новых друзей Мишонн добивает уцелевших членов экипажей, пока не обнаруживает среди них Рика. Один из вертолётчиков всё же убивает Ната, Рик добивает республиканца. Он объясняет Мишонн, что пока они не могут сбежать, учитывая возможности республики, поэтому перед прибывшим подкреплением он выдает Мишонн за случайно встреченную им выжившую и их обоих доставляют в республику. Пока Мишонн осматривается и думает, что делать, к Рику приходит Джадис. Она знает о Мишонн, но пока не выдает её, преследуя свои интересы, связанные с Риком. |                                   |                     |                                                                                   |                 |                     |
| 3 | «Навсегда» «Bye»                  | Майкл Словис        | Габриэль Льянас и Мэттью Негрете                                                  | 10 марта 2024   | 0,905               |
| В прологе некоторое время спустя после прибытия в республику Рик встречает Джадис на городской улице и та рассказывает ему о своем соглашении с республикой, пока она была лидером мусорщиков, а теперь её цель сделать карьеру в армии. В настоящем ставшая офицером Джадис предупреждает Рика, что если он и Мишонн сбегут или Рик что-то сделает с Джадис, руководство республики узнает об Александрии и истребит её жителей. Тогда Рик организует побег для Мишонн без него, но та не хочет уходить одна, особенно после того как она встречает уличного художника, рисующего портреты на неработающих смартфонах и экранах телевизоров, благодаря чему Мишонн в свое время поняла, что Рик жив. Сослуживица Рика Торн, наблюдая за Мишонн, подозревает, что она не та, за кого себя выдает и даже несколько раз пытается её убить. Тем не менее она всё же берет Рика и Мишонн в группу зачистки, чтобы нейтрализовать стадо ходячих у одной из армейских баз республики. Выполнив задачу, Мишонн видит на базе Джадис и обо всём догадывается. Рик ещё раз призывает её покинуть его и объявляет о разрыве отношений, но Мишонн не отступает. Во время полёта обратно Мишонн выпрыгивает из низко летящего из-за бури вертолёта, увлекая Рика за собой. |                                   |                     |                                                                                   |                 |                     |
| 4 | «Кем мы стали» «What We»          | Майкл Словис        | Данай Гурира                                                                      | 17 марта 2024   | 0,876               |
| Покинув вертолёт, Рик и Мишонн находят убежище в автоматизированном жилом комплексе, в котором до сих пор есть электричество и прочие удобства, но нет еды. Рик напуган, что их побег повлечет последствия, однако когда буря стихает, они обнаруживают, что вертолёт, с которого они спрыгнули, сам потерпел катастрофу, врезавшись в соседний корпус. Мишонн считает, что республика посчитает их погибшими и теперь они могут спокойно вернуться. Но Рик колеблется. Он считает, что лучший способ обезопасить себя и своих друзей, это исполнить задуманное Агафором. Мишонн впадает в отчаяние, она рассказывает Рику об Эр-Джее, родившемся после его исчезновения, об отсутствии связи с Джудит. Рик, хоть и потрясен новостью, что у него есть сын, всё же считает правильным вернуться в республику. Мишонн в отчаянии уходит, Рик, оставшись, видит, как прилетевший вертолёт-штурмовик - расстреливает здание в котором торчит разбившийся вертолёт, от чего то рушится, а здание в котором они находятся начинает сотрясаться. Мишонн на выходе обнаруживает толпу ходячих - бывших жильцов, очевидно погибших от голода. Рик спасает её и они, пережив горячий бой с мертвецами, снова воссоединяются. В конце концов Мишонн удаётся убедить Рика вернуться в Александрию и следующим утром они, найдя на стоянке работающий гибридный автомобиль, отправляются в путь, а их ночной приют окончательно обрушается. |                                   |                     |                                                                                   |                 |                     |
| 5 | «Решать нам» «Become»             | Майкл Е. Сатраземис | Габриэль Льянас и Мэттью Негрете                                                  | 24 марта 2024   | 0,815               |
| Рик и Мишонн продолжают путешествие в Александрию. Вскоре они добираются до заброшенного кемпинга, где решают передохнуть. Гуляя по лесу, Рик и Мишонн спасают трёх выживших, которые однако пытаются их безуспешно ограбить. Отняв у незадачливых грабителей оружие и еду, которой сами же поделились, Рик с Мишонн возвращаются в кемпинг. Утром их настигает Джадис, которая хочет убить их, но Рик с Мишонн всё же спасаются и теперь Джадис самой приходится убегать от них. В лесу она встречает тех трёх неудачников и заручившись их поддержкой заманивает Рика и Мишонн на склад. Появившиеся ходячие отвлекают их противников, Джадис забывает об осторожности и её кусают. Как выясняется всё это время она тайно летала в Александрию, где встречалась с Габриэлем. Бывший пастор, испытывая чувства, к Джадис посеял в её душе сомнения относительно того, что она делала. Теперь на пороге смерти она признаёт свои ошибки. Она сообщает Рику, где он может найти документы об Александрии, чтобы те не попали в руки руководства Гражданской республики, после чего Рик добивает её и они с Мишонн отправляются обратно в республику. А в это время в окрестностях Александрии Габриель напрасно ждёт, когда Энн снова навестит его. |                                   |                     |                                                                                   |                 |                     |
| 6 | «В последний раз» «The Last Time» | Майкл Е. Сатраземис | Скотт М. Гимпл и Чаннинг Пауэлл                                                   | 31 марта 2024   | 0,852               |
| Вернувшись в Гражданскую республику, Рик идет на встречу с генералом Билом, а Мишонн, замаскировавшись под солдата, идёт в жилище Джадис и, найдя информацию по Александрии, уничтожает её. На встрече с Риком генерал Бил признаёт ответственность армии республики за уничтожение Омахи и колонии Кампуса (что произошло в спин-оффе "Мир за пределами"), он считает, что нет смысла спасать мир и нужно истребить все сообщества выживших, чтобы забрать их ресурсы. Мишонн заглядывает на брифинг для армии, где узнает о плане уничтожения города Портленд со всеми жителями с эвакуацией немногих избранных детей. Тем временем Рик улучив момент убивает Била и спрятав его труп в ящик на колесах везёт его к складам с хлорными бомбами, у которых собрались крупные силы армии. По пути он убивает раскрывшего его солдата, а потом к нему присоединяется Мишонн. Вместе они привозят уже ожившие тела на склад, минируют полки с бомбами и, используя ходячих мертвецов Била и солдата как спусковые механизмы, уходят со склада. На улице их встречает Торн, которая пытается предотвратить диверсию, но не успевает. Происходит взрыв, который убивает всех собравшихся у склада солдат и накрывает территорию облаком хлора, из которого Рик и Мишонн чудом спасаются. После этого происшествия жители республики узнают о зверствах армии, а гражданские власти, желая откреститься от действий армии, через СМИ объявляют о реформировании Республики и её силовых структур и о том что любой выживший может свободно прибыть в республику, жить в ней и покинуть в любой момент. Рика и Мишонн на вертолёте доставляют в Александрию, где их встречают Джудит и Эр-Джей. |                                   |                     |                                                                                   |                 |                     |

## Производство

### Разработка
Спин-офф был анонсирован в июле 2022 года Скоттом Гимплом, Эндрю Линкольном и Данай Гурирой на фестивале San Diego Comic-Con в июле 2022 года. Было объявлено, что Линкольн и Гурира вновь исполнят роли Рика и Мишон соответственно. Предполагается, что это будет мини-сериал, состоящий из шести эпизодов. В апреле 2023 года сериал получил название «Ходячие мертвецы: Рик и Мишонн», но в июле того же года название было изменено на «Ходячие мертвецы: Выжившие».
Шоураннером спин-оффа стал Гимпл, который совместно с Гурирой написал сценарий.

### Съёмки
Съёмки начались 15 февраля 2023 года и завершились 29 мая того же года.

## Премьера
Премьера в США состоялась 25 февраля 2024 года.

## Восприятие
На сайте-агрегаторе рецензий Rotten Tomatoes рейтинг телесериала составляет 88 % на основании 51 рецензий критиков со средней оценкой 8,25 из 10 возможных. Консенсус критиков сформулирован так: «Спин-офф „Ходячих мертвецов“, балансирующий между прошлым и настоящим, не скупясь на размах блокбастера, „Выжившие“ неизменно доставляет удовольствие давним поклонникам». На сайте-агрегаторе рецензий Metacritic рейтинг телесериала составляет 59 баллов из 100 возможных на основании 10 рецензий критиков, что соответствует «средним или смешанным» отзывам.